# Brosses
Brosses település Franciaországban, Yonne megyében. Lakosainak száma 278 fő (2022. január 1.). Brosses Mailly-la-Ville, Asnières-sous-Bois, Bois-d’Arcy (Yonne), Châtel-Censoir, Merry-sur-Yonne és Montillot községekkel határos.

## Népesség
A település népességének változása:
| Lakosok száma | 310  | 309  | 302  | 303  | 303  | 303  | 290  | 278  |
|               | 2013 | 2015 | 2017 | 2018 | 2019 | 2020 | 2021 | 2022 |